# Bloke Modisane
Bloke Modisane, egentligen William Modisane, född 28 augusti 1923 i Johannesburg, död 1 mars 1986 i Dortmund, Västtyskland, var en sydafrikansk författare. Han växte upp i kåkstaden Sophiatown i Johannesburg, och arbetade som skådespelare och journalist för tidskriften Drum och tidningen Golden City Post (tillsammans med bland andra Lewis Nkosi, Nat Nakasa, Can Themba och Es'kia Mphahlele) innan han 1959 flydde till Storbritannien. Den självbiografiska romanen Blame Me on History (1963, på svenska Lagen är vit, 1965), ett häftigt angrepp på apartheidsystemet, väckte åtskillig internationell uppmärksamhet och blev förbjuden i hemlandet. Modisane skrev också noveller, skådespel och lyrik.